# Frederic Soler
Frederic Soler y Hubert (Barcelona, 9 de octubre de 1839-Barcelona, 4 de julio de 1895), más conocido como Serafí Pitarra, fue un poeta, dramaturgo y empresario teatral español. Escribió su obra en catalán.

## Biografía
Nació en Barcelona en el número 19 de la calle de Cremat Gran, en la casa propiedad de sus padres José Soler y Esquirol, ebanista, y de Maria Hubert, de familia de origen francés. Quedó huérfano de madre a los tres años y a los nueve años, muerto también su padre, se trasladó a vivir con su tío Carles Hubert, propietario de una relojería en el barrio gótico de Barcelona, en la calle de Escudellers, donde vivían un gran número de emigrados franceses como la misma esposa de Hubert, Marie Garçon. Soler dejó la escuela a los catorce años para hacerse cargo de la relojería tras la muerte de su tío. Compaginaba el trabajo de relojero con su afición por el teatro. A los quince años debutó como actor en una compañía de aficionados.

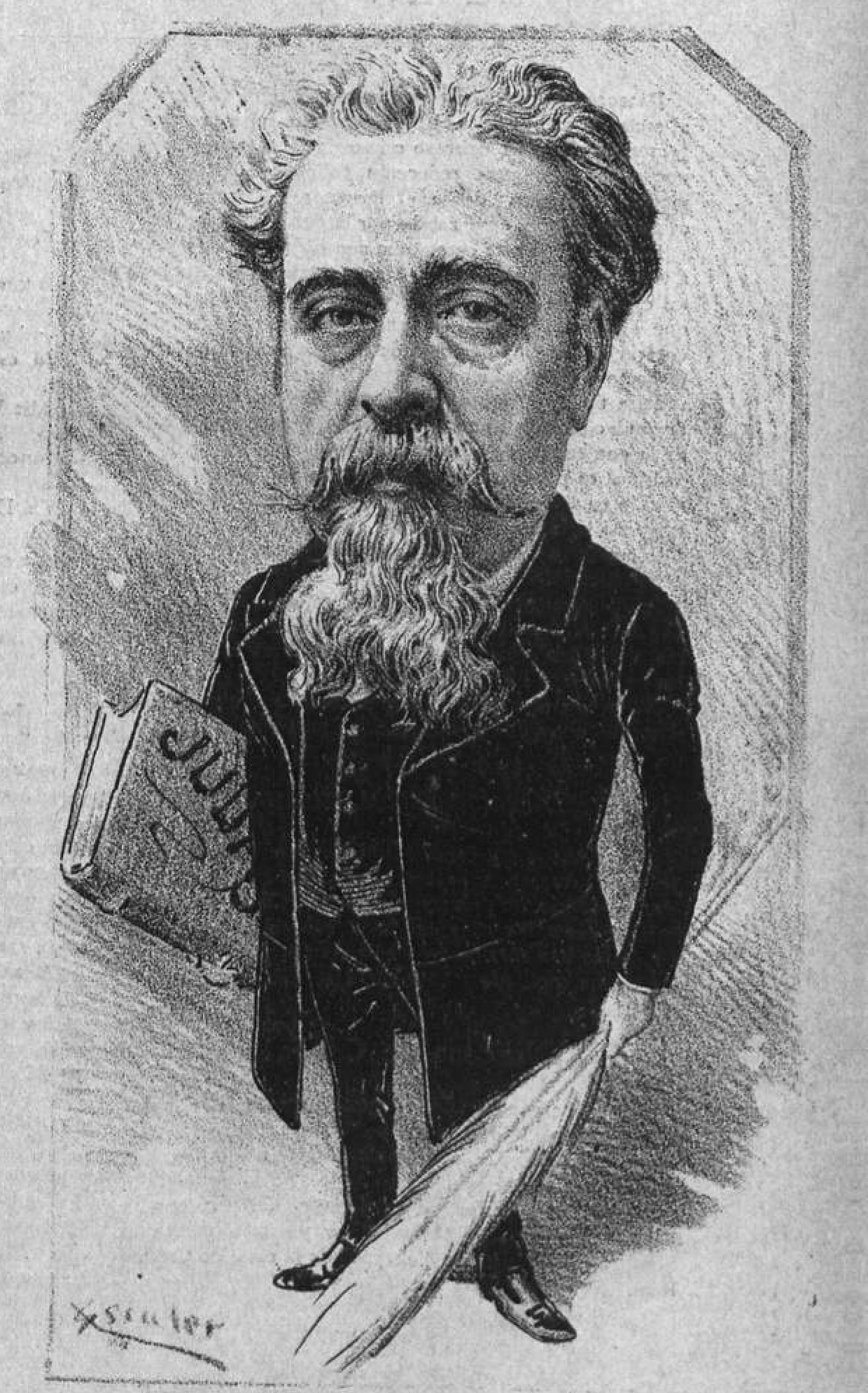
Retratado en La Semana Cómica (18 de abril de 1889)

Al morir su tío, como ya se ha comentado, se hizo cargo de la relojería mientras seguía haciéndose popular en los círculos artísticos como actor, cómico y poeta. Su primera obra, Per un casament, la terminó en 1856. Le seguirá Don Jaume el Conquistador, escrita ese mismo año, parodia de una obra en castellano de Antoni Altadill. Fue entonces cuando empezó a utilizar el seudónimo que le hizo famoso: «Serafí Pitarra». En la trastienda de la relojería empezaron a realizarse reuniones informales de jóvenes escritores y artistas de la época. Entre ellos se encontraban Anselmo Clavé, Valentín Almirall, Víctor Balaguer y Feliu y Codina. José Zorrilla, gran amigo de Pitarra, fijó su residencia durante cuatro años en la relojería. Incluso el rey Alfonso XII lo había visitado en la relojería y asistió a la representación de alguna de sus obras en uno de sus viajes a Barcelona.
Su primera obra dramática de importancia fue La esquella de la torratxa. Con su estreno, el 24 de febrero de 1864 en el teatro Odeón de la Ciudad Condal, se iniciaron las representaciones teatrales en catalán. La obra, parodia de un drama histórico, consiguió un rotundo éxito que provocó que la Librería española publicara una colección con seis de las obras de Soler bajo el título de Singlots poétichs. Contrajo matrimonio con Albina de Las Cases Bergnes, hija de Bernat-Agustí de Las Cases quien era propietario de los Jardines de Tívoli en el actual paseo de Gracia, espacio donde se representaban obras de teatro (fue el primer teatro Tívoli) y conciertos. Esta familia era de origen francés y entroncada con el conde de Las Cases, biógrafo de Napoleón. Tuvieron dos hijos, Blanca y Ernesto, este último escritor, pintor y escultor. Su esposa también era sobrina del ilustre helenista y editor Antonio Bergnes de Las Cases. En los jardines de Tívoli se representaron algunas de las primeras obras de Federico Soler.
La primera etapa en la obra dramática de Soler se caracteriza por la sátira y la parodia del propio género teatral y de los acontecimientos de la época. A este periodo pertenecen obras como La pau d'Espanya (1860) en la que ironiza sobre la campaña del general Prim en África o Lo castell dels tres dragons (1865) en la que mediante la parodia se intenta desmitificar la figura clásica del héroe.
En 1865 adquirió y se trasladó al teatro Romea, creando una compañía especializada en obras en catalán. Gracias al éxito de su obras, Soler terminó siendo empresario y director artístico de este teatro. Ahí se estrenó el 3 de octubre de 1867 La rosa blanca, otra de sus obras de éxito.
Su segunda etapa como dramaturgo se inició en 1866 con el estreno de la obra Las joyas de la Roser. Durante este periodo, la obra de Soler hace un giro hacia el conservadurismo. Soler se mostró contrario a la república, abogando por la Restauración; esta postura queda patente en su obra Lo sagristá de Sant Roch (1863).

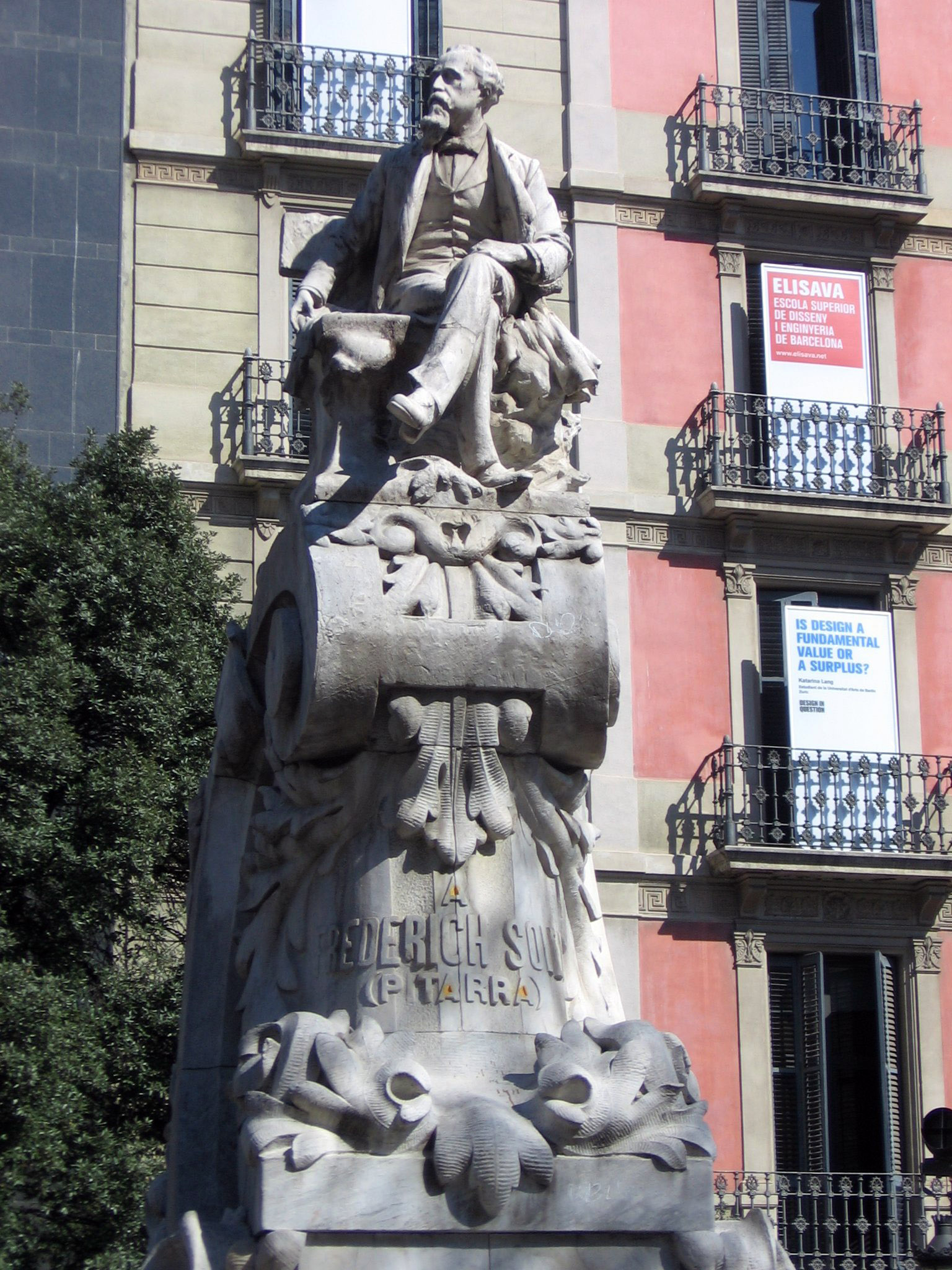
Monumento a Pitarra, de Agustín Querol.

Además de su faceta como dramaturgo, Soler practicó también la poesía. Ganó en tres ocasiones los Juegos Florales y en 1875 fue investido maestro en gay saber. 
En 1880 compra la rectoría de la parroquia de Cervelló, conocida actualmente como el Mas Pitarra, que restaura y arregla como casa de vacaciones, donde invitaba a sus amigos artistas, algunos destacados como Santiago Rusiñol y Anselm Clavé. Además, en sus obras La Creu de la Masia y La pubilla de Can Pi se hace referencia a la masía.
En 1882 fue el encargado de presidir los Juegos Florales. Publicó diversos volúmenes de poesía como Nits de Lluna en 1886. En 1888, año de la Exposición Universal de Barcelona, recibió la medalla de la Real Academia Española de manos de la reina regente María Cristina de Habsburgo-Lorena.
Frederic Soler murió de un ataque al corazón el 4 de julio de 1895, fue enterrado en el cementerio de Pueblo Nuevo de Barcelona. El 9 de abril de 1964 sería trasladado a una sepultura del cementerio de Montjuic. En 1906, y gracias a una suscripción popular, se inauguró en Las Ramblas de Barcelona un monumento en su honor realizado por el escultor Agustín Querol y el arquitecto Falqués, con un discurso pronunciado por su hijo Ernest Soler de Las Cases.

## Fondo
El fondo personal de Frederic Soler se encuentra en el Museo de las Artes Escénicas del Instituto del Teatro de Barcelona, que se ha encargado de su catalogación.